# 스테팡 타타우
스테팡 타타우(프랑스어: Stephen Tataw Eta, 1963년 3월 31일 ~ 2020년 7월 31일)는 카메룬의 전 축구 선수이자, 포지션은 오른쪽 풀백이었다. 타타우는 지난 1994년 FIFA 월드컵 대회에서 카메룬 대표팀의 주장으로 출전했다.

## 경력
- 1988년 아프리카 네이션스컵 국가대표
- 1990년 아프리카 네이션스컵 국가대표
- 1990년 FIFA 월드컵 국가대표
- 1992년 아프리카 네이션스컵 국가대표
- 1994년 FIFA 월드컵 국가대표

## 수상
카메룬
- 1988년 아프리카 네이션스컵 우승
- 1992년 아프리카 네이션스컵 4위

개인
- 1988년 아프리카 네이션스컵 베스트 11